# La Palizada, Guanajuato
La Palizada är en ort i Mexiko.   Den ligger i kommunen Valle de Santiago och delstaten Guanajuato, i den centrala delen av landet, 240 km nordväst om huvudstaden Mexico City. La Palizada ligger 1 719 meter över havet och antalet invånare är 104.
Terrängen runt La Palizada är en högslätt. Runt La Palizada är det ganska tätbefolkat, med 149 invånare per kvadratkilometer. Närmaste större samhälle är Salamanca, 12,0 km norr om La Palizada. Trakten runt La Palizada består till största delen av jordbruksmark.